# 寺本斎

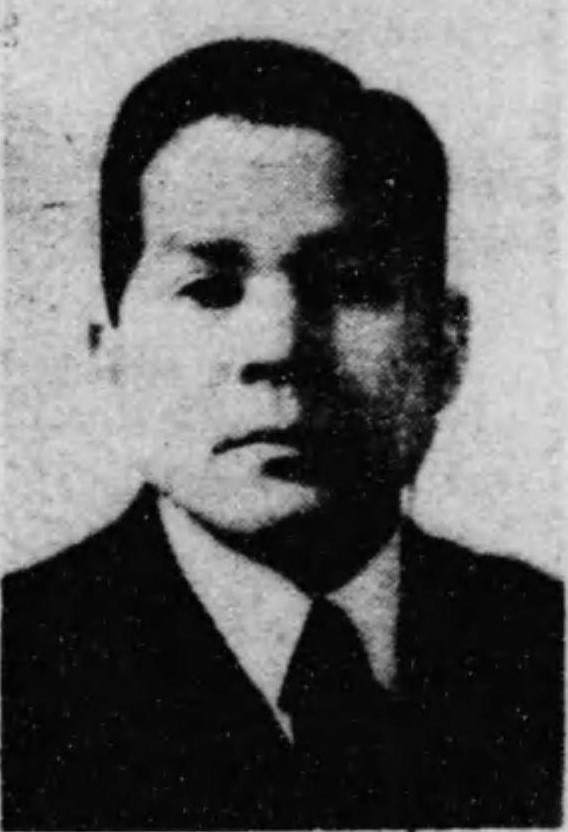
寺本斎

寺本 斎（齋、てらもと いつき、1901年（明治34年）8月9日 - 1981年（昭和56年）6月2日）は、日本の政治家、実業家。衆議院議員。

## 経歴
熊本県出身。1937年（昭和12年）中央大学専門部法律科を卒業した。
熊本県属、台湾総督府属、中央食糧営団主事、逓信省事務官兼国務大臣秘書官、中央食糧営団総務部文書課長、全国食糧営団連合会庶務課長などを歴任した。
1947年（昭和22年）4月の第23回衆議院議員総選挙に熊本県第1区から民主党所属で出馬して当選。第24回総選挙でも当選し、自由党に所属して衆議院議員を連続2期務めた。この間、第3次吉田内閣・郵政政務次官、民主党政調会労働委員長、党会計監督などを務めた。
その他、明治洋行取締役、桜金属取締役などを務めた。
1981年6月、腎不全により世田谷区の三軒茶屋病院で死去した。